# Parlamentswahl in Indonesien 2014
Die Parlamentswahl in Indonesien 2014 fand am 9. April 2014 in Indonesien statt. Diese Wahl diente der Erneuerung des Mandats der nationalen und regionalen Parlamente, deren Amtszeit in diesem Jahr endete. Die offiziellen Ergebnisse wurden am 9. Mai 2014 bekannt gegeben, wobei die Sitzverteilung im DPR (Dewan Perwakilan Rakyat) separat am 14. Mai verkündet wurde.

## Ablauf
Die Wahl wurde unter der Aufsicht der General Elections Commission (KPU) durchgeführt. Gemäß dem Wahlgesetz von 2008 (Gesetz Nr. 42) dürfen nur Parteien oder Koalitionen, die mindestens 20 % der Sitze im nationalen Parlament (DPR) oder 25 % der nationalen Stimmen bei den vorherigen nationalen Parlamentswahlen erhalten haben, Kandidaten für die Präsidentschaftswahl nominieren.

## Ergebnisse
Die Wahlbeteiligung lag bei 69,58 %, was einen Anstieg von 2,99 Prozentpunkten im Vergleich zur vorherigen Wahl darstellte. Die wichtigsten Parteien und ihre Ergebnisse waren:
- PDI-P (Partai Demokrasi Indonesia Perjuangan): 18,95 % der Stimmen
- Golkar (Partai Golongan Karya): 14,75 % der Stimmen
- Gerindra (Partai Gerakan Indonesia Raya): 11,81 % der Stimmen[2]

| Partei                                         | Stimmen (%) | Sitze im DPR |
| ---------------------------------------------- | ----------- | ------------ |
| Partai Demokrasi Indonesia Perjuangan (PDI-P)  | 18,95       | 109          |
| Partai Golongan Karya (Golkar)                 | 14,75       | 91           |
| Partai Gerakan Indonesia Raya (Gerindra)       | 11,81       | 73           |
| Partai Demokrat (PD)                           | 10,19       | 61           |
| Partai Amanat Nasional (PAN)                   | 7,59        | 49           |
| Partai Kebangkitan Bangsa (PKB)                | 9,04        | 47           |
| Partai Keadilan Sejahtera (PKS)                | 6,79        | 40           |
| Partai Persatuan Pembangunan (PPP)             | 6,53        | 39           |
| Partai NasDem (NasDem)                         | 6,72        | 35           |
| Partai Hati Nurani Rakyat (Hanura)             | 5,26        | 16           |
| Partai Bulan Bintang (PBB)                     | 1,46        | 0            |
| Partai Keadilan dan Persatuan Indonesia (PKPI) | 0,91        | 0            |

### Bedeutung und Auswirkungen
Die Ergebnisse der Parlamentswahl hatten erhebliche Auswirkungen auf die Präsidentschaftswahl im Juli 2014. Da keine Partei die erforderliche Schwelle von 20 % der Sitze im DPR oder 25 % der Stimmen erreichte, kam es zur Bildung von Koalitionen. Diese Koalitionen spielten eine entscheidende Rolle bei der Nominierung der Präsidentschaftskandidaten.